# تاریخ یهود
تاریخ یهود یا تاریخ مردم یهودی یا یهودیان به دین، فرهنگ و ارتباط یهودیان با دیگر مردم (غیر یهودیان)، در طول تاریخ می‌پردازد. یهودیت به عنوان دین، اولین بار توسط یونانیان در دوره عصر هلنیستی مطرح شد.

## نگارخانه

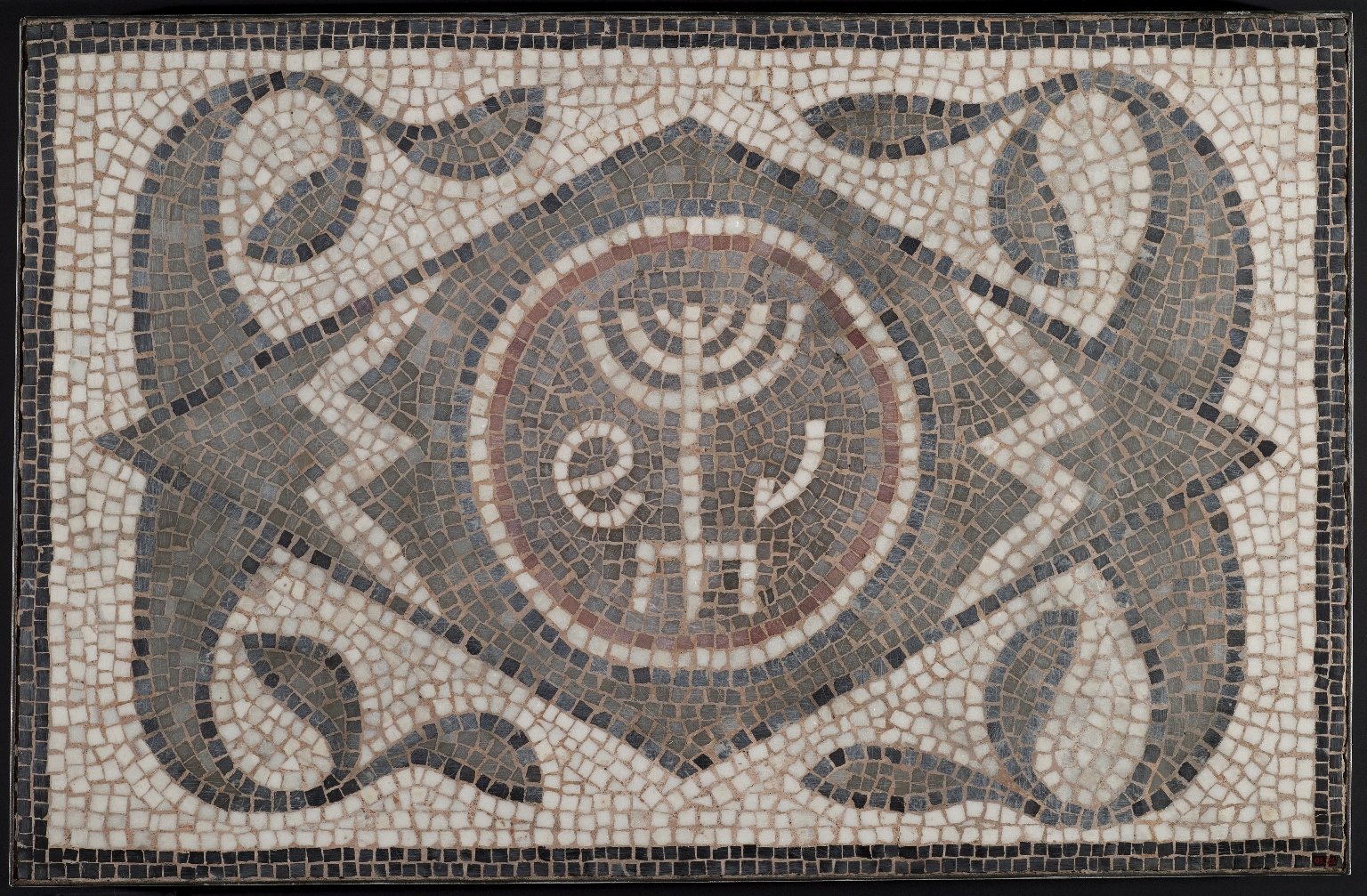
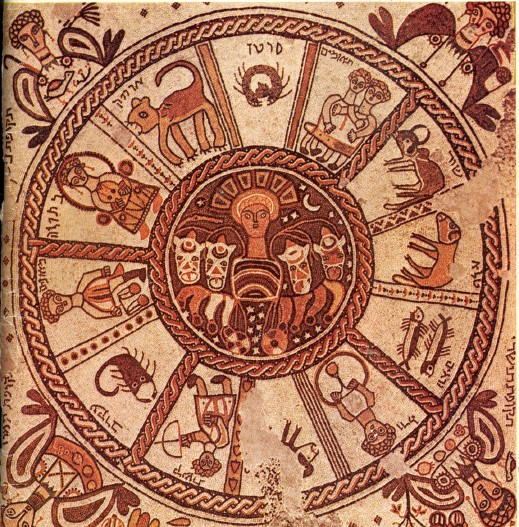
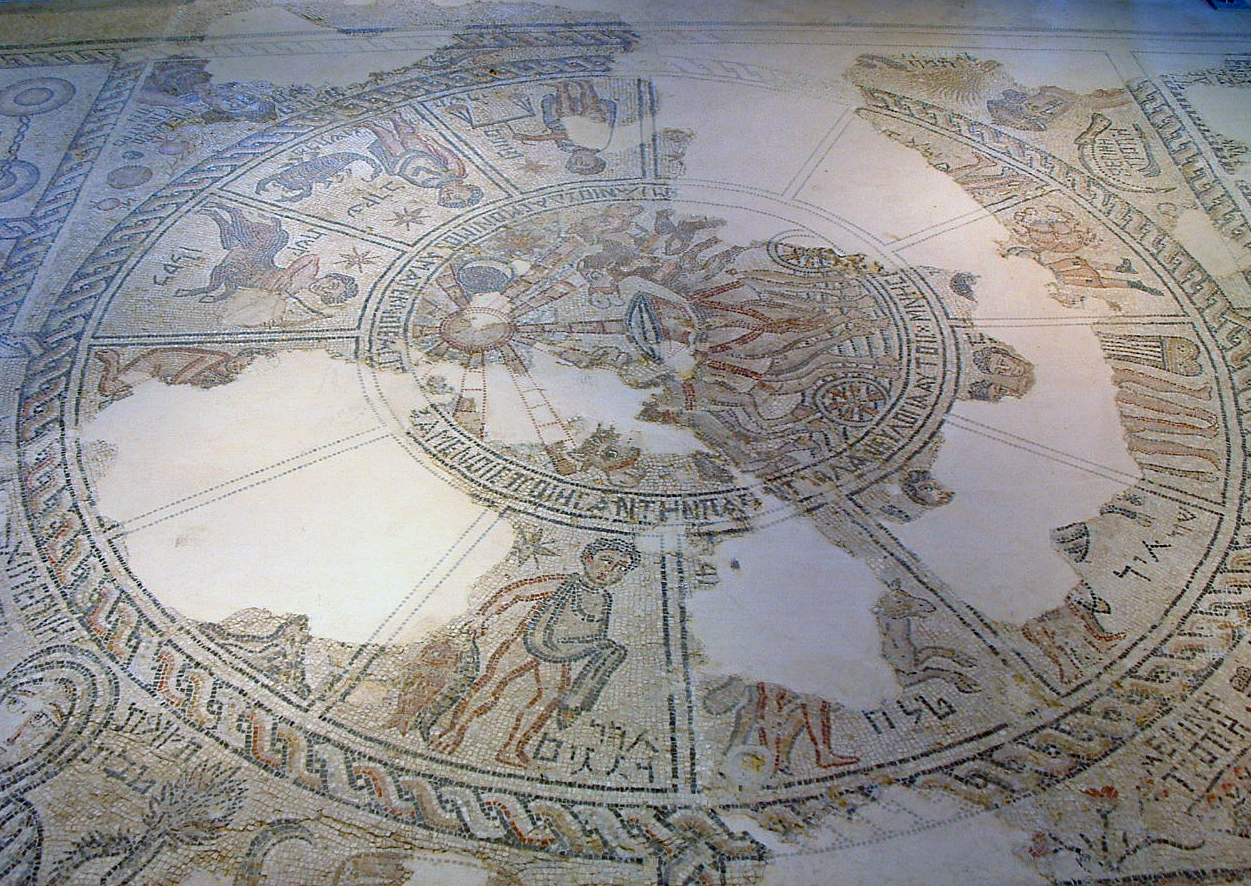
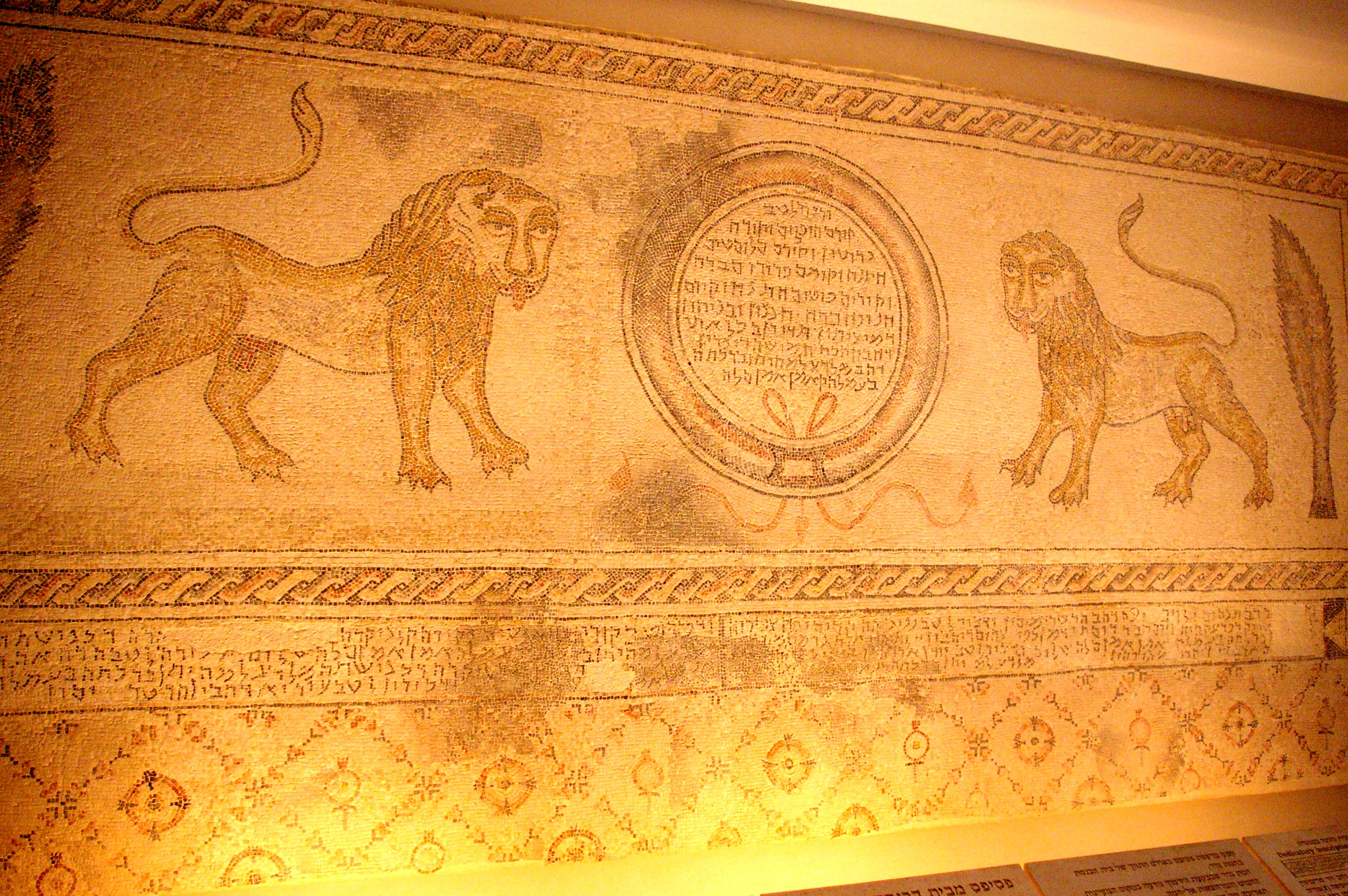